# Noumbiel
Noumbiel är en provins i Burkina Faso.   Den ligger i regionen Sud-Ouest, i den södra delen av landet, 300 km sydväst om huvudstaden Ouagadougou. Antalet invånare är 56 738. Huvudort är Batié.